# Pilate (kommun)
Pilate är en kommun i Haiti.   Den ligger i departementet Nord, i den norra delen av landet, 130 km norr om huvudstaden Port-au-Prince.